# Bistum Linköping

Das Wappen des Bistums

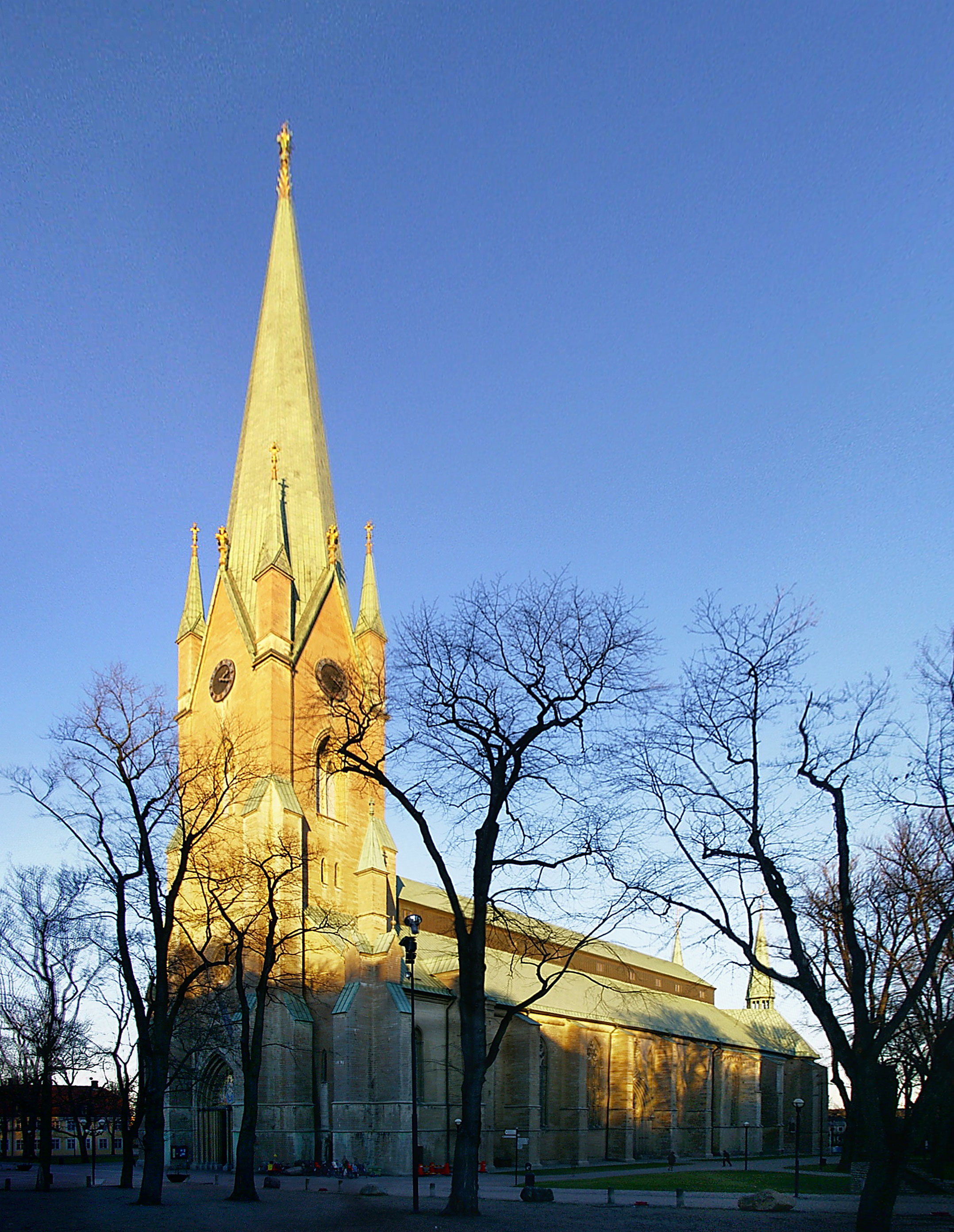
Dom zu Linköping

Das Bistum Linköping (schwedisch Linköpings stift) ist eine der dreizehn Diözesen innerhalb der evangelisch-lutherischen Schwedischen Kirche. Es besteht aus 101 Kirchengemeinden (församlingar), die zu 6 Kirchenkreisen (kontrakt) zusammengefasst sind.
Die Geschichte des Bistums geht bis in das Jahr 1120 zurück. Es umfasste damals die heutigen historischen Provinzen Östergötland, Småland, Öland und Gotland. Geografisch erstreckt sich das Bistum heute über die historischen Provinzen Östergötland und den Norden von Småland. Bischofssitz ist die Stadt Linköping mit dem Dom zu Linköping als Bischofskirche. Seit Januar 2023 ist Marika Markovits Bischöfin von Linköping (Stand 2. Juli 2023).